# 武正晴
武 正晴（たけ まさはる、1967年 - ）は、日本の映画監督。

## 経歴
愛知県知多市出身。明治大学文学部演劇学科を卒業。大学在学中は映画研究会に所属し、自主映画を製作していた。
工藤栄一、崔洋一、井筒和幸らの監督映画に助監督として携わった。2007年、『ボーイ・ミーツ・プサン』で映画監督デビューを果たす。2014年、唐沢寿明主演の『イン・ザ・ヒーロー』を監督する。同年、安藤サクラ主演の『百円の恋』を監督する。

## フィルモグラフィー

### 映画
- 港（1993年） - 助監督
- 夜・りんご・コインランドリー（1993年） - 助監督
- 平成無責任一家 東京デラックス（1995年） - 監督助手
- SCORE（1995年） - 監督補
- 殺し屋&嘘つき娘（1997年） - 監督補
- SCORE2 THE BIG FIGHT（1999年） - 監督補
- Indies. B Babble in the Night（1999年） - 監督補
- 歯科医（2000年） - 助監督
- カラフル（2000年） - 助監督
- 張り込み（2001年） - 助監督
- サトラレ（2001年） - 助監督
- あしたはきっと…（2001年） - 助監督
- 忘れられぬ人々（2001年） - 助監督
- コンセント（2002年） - 助監督
- ホテル・ハイビスカス（2002年） - 助監督
- カクト（2003年） - 助監督
- 蛇イチゴ（2003年） - 助監督
- AIKI（2002年） - 助監督
- 村の写真集（2004年） - 助監督
- 69 sixty nine（2004年） - 助監督
- ニワトリはハダシだ（2004年） - 助監督
- パッチギ!（2004年） - 助監督
- ヒナゴン（2005年） - 助監督
- いちばんきれいな水（2006年） - 助監督
- 雨の町（2006年） - 助監督
- 嫌われ松子の一生（2006年）  - 助監督
- ボーイ・ミーツ・プサン（2007年） - 監督
- おばちゃんチップス（2007年） - 助監督
- パッチギ! LOVE&PEACE（2007年） - 助監督
- しあわせのかおり（2008年） - 助監督
- カフェ代官山〜Sweet Boys〜（2008年） - 監督
- カフェ代官山 II〜夢の続き〜（2008年） - 監督
- 花婿は18歳（2009年） - 監督
- カフェ・ソウル（2009年） - 監督
- ムラサキカガミ（2010年） - 助監督
- メリーさんの電話（2011年） - 助監督
- EDEN（2012年） - 監督
- モンゴル野球青春記（2013年） - 監督
- イン・ザ・ヒーロー（2014年） - 監督
- 百円の恋（2014年） - 監督
- リングサイド・ストーリー（2017年） - 監督
- 嘘八百（2018年） - 監督
- 銃（2018年） - 監督・脚本
- きばいやんせ!私（2019年、アイエス・フィールド） - 監督[6]
- 嘘八百 京町ロワイヤル（2020年） - 監督
- 銃2020（2020年） - 監督・脚本[7]
- ホテルローヤル（2020年、ファントム・フィルム） - 監督[8]
- アンダードッグ（2020年） - 監督
- MIRRORLIAR FILMS Season1「暴れる、女」（2021年）- 監督
- 嘘八百 なにわ夢の陣（2023年） - 監督

### ビデオ映画
- 復讐の掟 ROGUE COP（1992年、東映ビデオ） - 助監督

### ネットドラマ
- 全裸監督（2019年、Netflix）- 総監督・監督
- 龍が如く〜Beyond the Game〜（2024年、Prime Video） - 監督[9]

### テレビドラマ
- 生命燃ゆ（1992年、テレビ朝日 / 石原プロモーション） - 助監督
- 連続ドラマW 盗まれた顔〜ミアタリ捜査班〜（2019年1月5日 -、WOWOWプライム） - 監督[10]

## 受賞歴
- 2014年 - 第27回東京国際映画祭 日本映画スプラッシュ部門作品賞（『百円の恋』）[11]
- 2015年 - 第24回 日本映画プロフェッショナル大賞 監督賞（『百円の恋』）
- 2016年 - 第39回日本アカデミー賞 優秀監督賞（『百円の恋』）[12][13]
- 2018年 - 第31回東京国際映画祭 日本映画スプラッシュ部門監督賞（『銃』）